# Lagekant
Lagekant is een buurtschap in de gemeente 's-Hertogenbosch in de Nederlandse provincie Noord-Brabant. Het ligt tussen Nuland en Geffen, ten noorden van de buurtschap Schotsheuvel.

## Geschiedenis
Tot en met 31 december 2014 was Lagekant onderdeel van de gemeente Maasdonk. Op 1 januari 2015 ging de plaats op in de gemeente 's-Hertogenbosch.
Noord-Brabant: Steden en dorpen      Nederland: Provincies · Gemeenten